# Elezioni presidenziali nella Repubblica del Congo del 2016
Le elezioni presidenziali nella Repubblica del Congo del 2016 si tennero il 20 marzo.

## Risultati
| Candidati                     | Partiti                                                       | Voti      | %     |
| ----------------------------- | ------------------------------------------------------------- | --------- | ----- |
| Denis Sassou Nguesso          | Partito Congolese del Lavoro                                  | 838 922   | 60,19 |
| Guy Brice Parfait Kolélas     | Movimento Congolese per la Democrazia e lo Sviluppo Integrale | 209 632   | 15,04 |
| Jean-Marie Michel Mokoko      | Indipendente                                                  | 191 562   | 13,74 |
| Pascal Tsaty Mabiala          | Unione Panafricana per la Democrazia Sociale                  | 65 025    | 4,67  |
| André Okombi Salissa          | Iniziativa per la Democrazia in Congo                         | 57 373    | 4,12  |
| Claudine Munari               | Indipendente                                                  | 21 530    | 1,54  |
| Joseph Kignoumbi Kia Mboungou | Indipendente                                                  | 3 540     | 0,25  |
| Michel Mboussi Ngouari        | Indipendente                                                  | 3 301     | 0,24  |
| Anguios Nganguia Engabé       | Indipendente                                                  | 2 905     | 0,21  |
| Totale                        | Totale                                                        | 1 393 790 | 100   |